# Episodi di Under the Dome (seconda stagione)
La seconda stagione della serie televisiva Under the Dome è stata trasmessa in prima visione assoluta dalla rete televisiva statunitense CBS dal 30 giugno al 22 settembre 2014.
In Italia, la stagione è andata in onda in prima visione assoluta dal 16 luglio al 10 ottobre 2014 su Rai 2. Gli ultimi cinque episodi della stagione, in onda dal 12 settembre 2014, sono stati trasmessi anche su Rai HD.
A partire da questa stagione entrano nel cast principale Eddie Cahill, Mackenzie Lintz e Karla Crome. Durante questa stagione escono dal cast principale Natalie Martinez e Britt Robertson. Al termine di questa stagione esce dal cast principale Karla Crome. Britt Robertson, Jolene Purdy e Aisha Hinds ricompaiono come guest star.
| nº | Titolo originale | Titolo italiano             | Prima TV USA      | Prima TV Italia   |
| -- | ---------------- | --------------------------- | ----------------- | ----------------- |
| 1  | Heads Will Roll  | Sacrificio                  | 30 giugno 2014    | 16 luglio 2014    |
| 2  | Infestation      | Le piaghe di Chester's Mill | 7 luglio 2014     | 23 luglio 2014    |
| 3  | Force Majeure    | Fede e scienza              | 14 luglio 2014    | 30 luglio 2014    |
| 4  | Revelation       | Rivelazione                 | 21 luglio 2014    | 6 agosto 2014     |
| 5  | Reconciliation   | Riconciliazione             | 28 luglio 2014    | 13 agosto 2014    |
| 6  | In the Dark      | Nel buio                    | 4 agosto 2014     | 20 agosto 2014    |
| 7  | Going Home       | Tornando a casa             | 11 agosto 2014    | 27 agosto 2014    |
| 8  | Awakening        | Risveglio                   | 18 agosto 2014    | 3 settembre 2014  |
| 9  | The Red Door     | La porta rossa              | 25 agosto 2014    | 12 settembre 2014 |
| 10 | The Fall         | La caduta                   | 1º settembre 2014 | 19 settembre 2014 |
| 11 | Black Ice        | Inverno                     | 8 settembre 2014  | 26 settembre 2014 |
| 12 | Turn             | La svolta                   | 15 settembre 2014 | 3 ottobre 2014    |
| 13 | Go Now           | Partenza                    | 22 settembre 2014 | 10 ottobre 2014   |

## Sacrificio
- Titolo originale: Heads Will Roll
- Diretto da: Jack Bender
- Scritto da: Stephen King

### Trama
Barbie si trova sul patibolo per la sua esecuzione. Big Jim è riuscito a far ricadere su di lui le sue colpe. Ma proprio nel momento in cui Junior sta per tirare la leva per l'impiccagione, si stagliano nel cielo delle scie rosa come stelle brillanti che riportano la luce nella città buia. Comincia a sentirsi un forte sibilo che interrompe l'esecuzione. Nel frattempo, nel punto del lago dove Julia ha gettato l'uovo, emerge una ragazza sconosciuta. La cupola scatena una serie di eventi strani tra cui un forte campo magnetico che attrae violentemente tutti gli oggetti metallici. A un certo punto quasi tutta la popolazione di Chester's Mill cade a terra in un torpore inspiegabile. Big Jim, Junior, Linda e Barbie vanno alla cupola per cercare di capire cosa sta succedendo. A causa del magnetismo, Linda resta colpita a morte per salvare Barbie. Rebecca, Joe e Barbie decidono di allestire un grosso elettromagnete per contrastare il magnetismo della cupola. Nel frattempo continuano a svenire altre persone, finché Big Jim si rende conto che deve sacrificare la sua vita per salvare la popolazione e suo figlio, svenuto anche lui. Gli è appena apparsa un'entità dalle sembianze di Linda che gli dice che c'è poco tempo e che per salvare la città deve togliersi la vita. Ma nel momento in cui Big Jim chiede di essere impiccato, l'arrivo di Julia, che si offre di "aiutarlo", fa sì che Big Jim si salvi, e con lui tutti gli abitanti di Chester's Mill che così riprendono conoscenza. Intanto la ragazza del lago, che non ricorda chi sia, vaga per la città in cerca della sua identità. Angie la segue fino alla scuola e vi trova la sua morte. 
- Guest star: Aisha Hinds (Carolyn Hill), Jolene Purdy (Dodee Weaver), Grace Victoria Cox (Melanie Cross) e Sherry Stringfield (Pauline Verdreaux-Rennie).
- Ascolti USA: telespettatori 9.410.000 – share (18–49 anni) 7%[3]
- Ascolti Italia: telespettatori 1.011.000 – share 6,62%[4]
- Cameo: Stephen King è l'avventore che chiede del caffè allo Swentbriar Rose dopo il risveglio degli abitanti.

## Le piaghe di Chester's Mill
- Titolo originale: Infestation
- Diretto da: Ernest Dickerson
- Scritto da: Kelly Souders e Brian Peterson

### Trama
Un'accelerata riproduzione di farfalle monarca sembra invadere la città; Rebecca vede per caso che il suo giardino è pieno di bruchi di farfalla e scopre che hanno una voracità dieci volte del normale. Big Jim chiede a Rebecca di riprendere le lezioni di Scienze nella sua scuola, così manda suo figlio Junior a verificare che sia tutto a posto, ma scopre il cadavere di Angie, interamente ricoperto di farfalle monarca che sembrano piangere la sua morte. Nel frattempo Joe e Norrie, passeggiando per il bosco, trovano una ragazza accovacciata per terra. È la ragazza che stava per annegare nel lago, salvata da Julia, e che non si ricorda chi sia e da dove venga. Nel luogo del delitto viene scoperta una traccia di una scarpa da donna, la ragazza sconosciuta così diventa la sospettata numero uno. Junior, affranto per aver saputo che suo padre è un assassino, ora dorme lontano da lui, su una branda della prigione. Ancora più affranto dopo aver scoperto della morte di Angie, che lui amava non ricambiato, dopo aver trovato il braccialetto di lei sotto la sua branda, teme di essere stato lui ad ucciderla e va a riferirlo a suo zio Sam.
- Guest star: Dale Raoul (Andrea Grinnell), Grace Victoria Cox (Melanie Cross).
- Ascolti USA: telespettatori 7.700.000 – share (18–49 anni) 5%[5]
- Ascolti Italia: telespettatori 762.000 – share 4,83%[6]

## Fede e scienza
- Titolo originale: Force Majeure
- Diretto da: Peter Leto
- Scritto da: Adam Stein

### Trama
Rebecca chiede a Joe di andare nella scuola per cominciare a lavorare su un vecchio progetto di mulino a vento che potrebbe servire a produrre energia elettrica. A un certo punto comincia a piovere, e la gente comprende subito che l'acqua deve essere raccolta per le riserve. Tutti si procurano un qualsiasi contenitore, ma si accorgono presto che quella che cade non è acqua piovana, è una strana pioggia acida rossa. Durante un viaggio in auto di Big Jim e Rebecca sotto la pioggia, quest'ultima viene rapita da Lyle, il barbiere della città, mentre Big Jim viene lasciato a terra che così rischia di venire ustionato dalla pioggia acida. Nel frattempo, Joe, Norrie e Junior, che si trovano nella scuola, scoprono che c'è connessione per collegarsi a internet. Junior, tramite il suo tablet, trova un messaggio video di sua madre in cui dice di essere viva. Lyle, convinto che i fenomeni che si stanno verificando siano una punizione biblica mandata dalla cupola, sottopone a tortura Rebecca per costringerla ad ammettere che non tutto può essere spiegato dalla scienza. A un certo punto fanno irruzione nel loro nascondiglio Barbie, Julia e Junior che, nonostante siano armati, vengono costretti da Lyle a gettare a terra la pistola. Julia si avvicina e gli parla dolcemente per convincerlo a desistere; all'improvviso Rebecca riesce a liberarsi dalle corde e getta in faccia a Lyle una bacinella di pioggia acida, e viene così neutralizzato. Joe, Norrie e la ragazza sconosciuta vanno nella scuola, nel punto dove è morta Angie, per trovare delle risposte nella speranza che torni il segnale. La ragazza misteriosa, senza rendersene conto, apre un armadietto con chiusura a combinazione, vicino dove era stato trovato il corpo di Angie; ne conosceva la combinazione ma non sa spiegarsi il perché. Nel frattempo, visto che le scorte alimentari si stanno esaurendo, Rebecca propone di "ridurre il branco" (come dice lei) in qualche modo, per permettere di sopravvivere ai più forti. Julia non le dà ascolto e se ne va infuriata, l'unico ad accettare di esaminare il folle suggerimento è Big Jim. Junior va da Lyle, ora in prigione, perché gli era stato detto da sua madre nel messaggio video che lui sa qualcosa che gli altri non sanno. Nella scuola Joe trova il registro dei vecchi studenti; si scopre così che la ragazza misteriosa si chiama Melanie Cross, una studentessa del 1988, cioè di 25 anni prima.
- Guest star: Grace Victoria Cox (Melanie Cross), con Sherry Stringfield (Pauline Verdreaux-Rennie) e Dwight Yoakam (Lyle Chumley).
- Ascolti USA: telespettatori 7.640.000 – share (18–49 anni) 6%[7]
- Ascolti Italia: telespettatori 931.000 – share 5,81%[8]

## Rivelazione
- Titolo originale: Revelation
- Diretto da: Holly Dale
- Scritto da: Alexandra McNally

### Trama
Rebecca e Big Jim stanno cercando di pianificare in che modo ridurre la popolazione di Chester's Mill, ma lui non è ancora del tutto convinto che sia la cosa giusta da fare. Julia va da Sam per cercare appoggio e impedire a Rebecca di attuare il suo piano di "sterminio". Nel frattempo, Lyle convince Junior a liberarlo dalla prigione dicendo che ha qualcosa da mostrargli. Rebecca riesce a procurarsi il sangue infetto da un maiale morto di influenza. Barbie, Joe, Norrie e Melanie fanno delle ricerche nell'archivio del giornale di Julia e scoprono un vecchio articolo su una ragazza scomparsa senza lasciare traccia, si chiamava Melanie Cross; la famiglia si era trasferita a Chester's Mill da Zenith, la stessa città da cui proviene Barbie. Lyle conduce Junior nel suo negozio, e gli rivela che sua madre aveva inscenato il suicidio, facendo credere a tutti, compreso il marito e il fratello, che lei fosse morta. Barbie, Joe, Norrie e Melanie vanno nella casa dei genitori di quest'ultima (che ora potrebbe essere abitata da altre persone), ma non c'è nessuno; Melanie scopre sotto la carta da parati un disegno fatto da lei molti anni prima, e comincia a ricordare qualcosa. Si recano nel bosco, nel punto dove era comparsa la mini-cupola, Melanie comincia ad avere delle visioni e si rende conto di essere stata uccisa in quel punto 25 anni prima; era in compagnia di Sam, Pauline e Lyle. Intanto Rebecca e Big Jim studiano un modo per diffondere il virus dell'influenza suina; Julia e Sam intuiscono il loro folle proposito e decidono di fermarli il prima possibile. Junior e Lyle vanno nella casa di Sam e trovano il diario di Pauline; Lyle, per impossessarsene, tramortisce Junior e scappa.
- Guest star: Grace Victoria Cox (Melanie Cross), Megan Ketch (Harriet Arnold) e Dwight Yoakam (Lyle Chumley).
- Ascolti USA: telespettatori 6.740.000 – share (18–49 anni) 5%[9]
- Ascolti Italia: telespettatori 838.000 – share 6,08%[10]

## Riconciliazione
- Titolo originale: Reconciliation
- Diretto da: Ed Ornelas
- Scritto da: Cathryn Humphris

### Trama
Barbie racconta a Julia come ha scoperto, insieme agli altri, il nome della ragazza del lago e che è stata uccisa 25 anni fa da Lyle o da Sam, e che ora è tornata in vita. Junior, dopo aver parlato con suo zio Sam, si convince che sia stato Lyle a uccidere Angie perché credeva che uccidendo le "quattro mani" la cupola sarebbe crollata, allora va da Joe e Norrie per evitare che sia Lyle a trovarli prima di lui (Junior, Angie, Joe e Norrie sono le quattro mani). Durante il processo popolare a Big Jim e Rebecca, Julia parla di un piano di condivisione volontaria del cibo affinché, visto che le scorte si stanno esaurendo, tutti abbiano il necessario per sopravvivere. Al momento della raccolta si verifica un'esplosione che interrompe tutto; anche il processo era stato interrotto, a causa dell'uccisione di un uomo della giuria popolare da parte di Phil, il nuovo sceriffo della città. A seguito di questo incidente, Barbie e Julia costringono Phil a togliersi il distintivo. Phil così è diventato il probabile autore dell'esplosione alla caserma durante la raccolta del cibo, perché sembra avere tutta l'intenzione di procurare a Julia il massimo discredito possibile di fronte agli abitanti di Chester's Mill. Junior e Sam vanno alla casa di Joe e Norrie ma non trovano nessuno; Sam propone a Junior di bere qualcosa fino a riuscire a stordirlo di alcool e farlo sdraiare su un divano. Poi cerca di soffocarlo con un cuscino ma Junior si risveglia in tempo.
Nel frattempo Barbie capisce che Phil c'entri qualcosa con l'esplosione alla caserma. Infatti vi trova qualcuno intento a prendersi il cibo e Phil che minaccia con un coltello di uccidere Caroline (la madre di Norrie). Barbie riesce a neutralizzare Phil e far sì che sia messo in prigione. Junior e Sam scoprono per caso un disegno dietro un quadro di Pauline, che li convince che Lyle sia scappato in direzione della scuola. Intanto Julia viene a sapere di un'enorme dispensa di riserve alimentari tenuta segreta da Andrea, così organizza insieme a lei un raduno al Pub della città per offrire del cibo a tutti e dichiarare di essere disposta a perdonare Rebecca e Big Jim, il quale le stringe la mano permettendo così a tutta la popolazione di superare i recenti rancori. Sam e Junior, alla ricerca di Lyle, vanno nella scuola e, forzando l'armadietto di Melanie, scoprono che ora c'è una misteriosa galleria che prima non c'era, o non era visibile.
- Guest star: Grace Victoria Cox (Melanie Cross), Aisha Hinds (Carolyn Hill), Dale Raoul (Andrea Grinnell).
- Ascolti USA: telespettatori 6.570.000 – share (18–49 anni) 5%[11]
- Ascolti Italia: telespettatori 698.000 – share 5,68%[12]

## Nel buio
- Titolo originale: In the Dark
- Diretto da: Jack Bender
- Scritto da: Caitlin Parrish

### Trama
Durante la ricerca di Lyle, Junior con Sam si sono convinti che lui si possa trovare dentro la galleria sotto la scuola. Accorre anche Barbie per aiutarli, ma Junior inciampa su un filo collegato a un esplosivo, fa crollare una parte della galleria così Sam e Barbie rimangono intrappolati all'interno; si rialzano e decidono di continuare a cercare. Nel frattempo, una tempesta di polvere causata dalla acidità della pioggia rossa entra nella città. Julia decide di aiutare Barbie piuttosto che concentrarsi sulla crisi climatica, mentre Big Jim tenta di riconquistare il sostegno dei cittadini. Inizialmente senza successo, ma alla fine convince la popolazione a costruire un mulino a vento per provocare la dispersione della nebbia di polvere, e riescono nell'intento. Sotto terra, Barbie e Sam stanno esplorando un enorme sistema di grotte, raggiungendo alla fine un baratro che sembra essere senza fondo; trovano alcune attrezzature di Lyle, ma lui non c'è. I due ricordano il passato, e Barbie finalmente vede i graffi sulla spalla di Sam e si rende conto che sia stato lui a uccidere Angie. Sam confessa che era a caccia delle "quattro mani", perché probabilmente solo con la loro morte la cupola si sarebbe abbassata. Vedendosi in una situazione disperata, Sam si suicida gettandosi nel baratro. Julia e Rebecca intanto utilizzano degli esplosivi per far saltare la roccia che aveva ostruito l'accesso alla galleria per salvare Barbie e Sam. Nel frattempo, Joe, Norrie, Melanie e Junior si nascondono da Lyle, che credono li stia cercando per ucciderli; dopo aver recuperato l'uovo dal lago, lo attivano e sono inondati di stelle rosa. Le stelle assumono una forma a loro familiare; Melanie riconosce un obelisco della sua vecchia città natale, Zenith.
- Guest star: Grace Victoria Cox (Melanie Cross), Dale Raoul (Andrea Grinnell).
- Ascolti USA: telespettatori 6.830.000 – share (18–49 anni) 5%[13]
- Ascolti Italia: telespettatori 890.000 – share 6,18%[14]

## Tornando a casa
- Titolo originale: Going Home
- Diretto da: David Barrett
- Scritto da: Peter Calloway

### Trama
Al ritorno dalla ricerca di Lyle in una galleria che era stata scoperta sotto la scuola, Barbie ha raccontato a Julia che Sam, rivelatosi essere stato l'assassino di Angie, si è suicidato gettandosi nel baratro in fondo alla galleria. Quando Junior viene a sapere che era stato lo zio a uccidere Angie ha una brutta reazione perché si rifiuta di credere a questa storia, così Barbie si vede costretto a ritornare nella galleria per recuperare il corpo di Sam e poter dimostrare a lui e agli altri abitanti di Chester's Mill, con le cicatrici di un graffio sulla spalla, che effettivamente fosse stato lui a uccidere Angie. Barbie, durante la discesa nel baratro, si sente attratto da una strana forza e, dopo una inutile resistenza, decide di tagliare la corda per non trascinare con sé anche Julia e Rebecca che lo sostenevano. Dopo la caduta, Barbie stranamente si rialza dolorante, ma vivo, nella città dove ha casa. Trova suo padre che non vedeva da due anni e mezzo, e gli chiede il favore di farlo tornare nella cupola sfruttando le sue conoscenze. In giro per la città c'è Sam, anche lui vivo dopo la caduta, che va alla ricerca di sua sorella Pauline. Nel frattempo Julia con Joe, Norrie e Melanie inviano un drone nel baratro, e scoprono con stupore che lì nel fondo c'è un parco giochi, Julia allora si rincuora perché pensa che Barbie potrebbe essere ancora vivo.
- Guest star: Grace Victoria Cox (Melanie Cross), Brett Cullen (Don Barbara), con Sherry Stringfield (Pauline Verdreaux-Rennie) e Dwight Yoakam (Lyle Chumley).
- Ascolti USA: telespettatori 6.900.000 – share (18–49 anni) 5%[15]
- Ascolti Italia: telespettatori 858.000 – share 6,03%[16]

## Risveglio
- Titolo originale: Awakening
- Diretto da: Jack Bender
- Scritto da: Andres Fischer-Centeno e Daniel Truly

### Trama
Barbie convince suo padre a inviare una mail a Julia per farle sapere che sta bene. Dopo una iniziale resistenza, suo padre acconsente a inviare un messaggio nella cupola ma, all'insaputa di Barbie, aggiunge una frase in cui chiede a Julia di portare con sé l'uovo. Successivamente, un ragazzo che lavora a un centro informatico di monitoraggio, intercetta Barbie e cerca di avvicinarlo per dirgli che il suo messaggio è stato manipolato da qualcuno. Dopo una iniziale sfiducia nei confronti del ragazzo, Barbie accetta di verificare quanto da lui affermato. Così, con il suo aiuto Barbie riesce a crackare la password del computer del padre e ad avere la conferma che il ragazzo diceva la verità, non capendo perché il padre l'abbia fatto. Ma c'è una cosa che il ragazzo ha tenuto nascosto a Barbie, che lui in realtà lavora per il padre. Il ragazzo, avendo un passato da hacker, aveva scoperto che il governo tiene nascosto alla popolazione quanto c'è da sapere sulla cupola, così aveva deciso di aiutare Barbie. L'invio di un secondo messaggio consente a Barbie di riuscire a incontrare Julia; il suo obiettivo principale è quello di far sapere a Julia che fuori dalla cupola è diventato un luogo molto pericoloso e di non tentare mai di raggiungerlo. Riesce a superare un posto di blocco e a comunicare con Julia scrivendo qualcosa sulla superficie della cupola, ma viene immediatamente catturato dai militari. Big Jim aveva notato qualche movimento, così è stato in grado di vedere con un binocolo l'incontro tra i due, e quindi scoprire che Barbie è vivo.
- Guest star: Grace Victoria Cox (Melanie Cross), Dale Raoul (Andrea Grinnell), Max Ehrich (Hunter May), Brett Cullen (Don Barbara), con Sherry Stringfield (Pauline Verdreaux-Rennie) e Dwight Yoakam (Lyle Chumley).
- Ascolti USA: telespettatori 7.300.000 – share (18–49 anni) 5%[17]
- Ascolti Italia: telespettatori 910.000 – share 5,43%[18]

## La porta rossa
- Titolo originale: The Red Door
- Diretto da: Peter Weller
- Scritto da: Kelly Souders, Brian Peterson e Adam Stein

### Trama
Barbie, che è finalmente riuscito ad uscire dalla cupola, e che ha chiesto aiuto al padre per comunicare con Julia, capisce che non può fidarsi di nessuno e si dirige a casa di un amico, Hunter May (che lavora per suo padre). Proprio a casa di Hunter incontra Lyle, Pauline (la madre di Junior) e Sam. Tutti insieme ipotizzano che, come sono riusciti ad uscire dalla cupola, ci deve essere un modo per rientrarvi. La chiave sta in una porta rossa che Pauline aveva disegnato anni prima, con una mano gialla in alto a destra. Barbie riconosce la porta in questione (che si trova nella sua proprietà) e ritrovano dunque il passaggio nella galleria sotto la scuola. Tutti si introducono furtivamente in un vano sotto la porta rossa, un vortice li avvolge e li trasporta a Chester's Mill, ma per Lyle qualcosa va storto. Nel frattempo Big Jim, che ha scoperto che Barbie è vivo, cerca di impossessarsi dell'uovo. Ma quando entra dentro casa, si ritrova davanti la moglie che pensava fosse morta già da anni.
- Guest star: Grace Victoria Cox (Melanie Cross), Brett Cullen (Don Barbara), Max Ehrich (Hunter May), con Sherry Stringfield (Pauline Verdreaux-Rennie) e Dwight Yoakam (Lyle Chumley).
- Ascolti USA: telespettatori 6.600.000 – share (18–49 anni) 4%[19]
- Ascolti Italia: telespettatori 657.000 – share 3,36%[20]

## La caduta
- Titolo originale: The Fall
- Diretto da: Eriq LaSalle
- Scritto da: Alexandra McNally e Mark Linehan Bruner

### Trama
Mentre l'uovo viene tenuto al sicuro da Junior e Melanie, chi è rientrato nella cupola cerca di affrettarsi a incontrare le persone a cui è più legato. Pauline va da Junior e Big Jim, Sam cerca Melanie da cui ha molto da farsi perdonare, Barbie cerca Julia. Così tutti gli altri ricevono la sorprendente notizia che il modo per uscire dalla cupola è gettarsi nel baratro, per andare a Zenith. Alcuni sono inizialmente ritrosi a credere che una cosa così assurda possa funzionare. Ma le sempre peggiori condizioni climatiche e il cibo che comincia a scarseggiare, fanno convincere tutti che occorre un piano e che prima di gettarsi, per evitare di venire catturati dai soldati in nero, bisogna accordarsi con quelli là fuori che vogliono solo l'uovo. Così gli abitanti di Chester's Mill decidono di barattare l'uovo in cambio della loro liberazione. Nel frattempo Big Jim decide di liberarsi dell'uovo perché fa star male sua moglie con il suo sibilo, che sente anche lui appena uscito di casa; così scopre il nascondiglio dell'uovo, proprio nel suo rifugio atomico, ma non appena lo tocca viene scaraventato via da una forza misteriosa. Poco dopo arrivano Joe e Norrie che non vedono Big Jim a terra; nel momento in cui afferrano l'uovo, Big Jim si rialza e costringe con una pistola i due ragazzi a portare l'uovo nella galleria. Joe e Norrie non possono fare niente per impedirlo. Arrivati davanti al baratro Big Jim li costringe a buttarci l'uovo. Subito dopo si scatena un terremoto, e Barbie e Julia, che sono accorsi per vedere cosa fosse successo, scoprono con dolore che dove c'era il baratro ora c'è il fondo e non c'è più via d'uscita. Si scorge Phil che è morto buttandosi proprio nell'istante in cui è comparso il fondo.
- Guest star: Grace Victoria Cox (Melanie Cross), Dale Raoul (Andrea Grinnell), Max Ehrich (Hunter May), con Sherry Stringfield (Pauline Verdreaux-Rennie) e Britt Robertson (Angie McAlister).
- Ascolti USA: telespettatori 6.290.000 – share (18–49 anni) 4%[21]
- Ascolti Italia: telespettatori 613.000 – share 3,26%[22]

## Inverno
- Titolo originale: Black Ice
- Diretto da: Jack Bender
- Scritto da: Adam Stein e Peter Calloway

### Trama
Dall'altra parte della cupola, nel punto dove l'uovo è finito dopo la caduta nel baratro, degli agenti stanno cercando di prenderlo per capirne la natura, ma senza risultati perché lo strano oggetto impedisce di farsi toccare. Nel frattempo dentro la cupola la temperatura si abbassa sempre di più fino a far congelare tutto, persone comprese. Nei locali della scuola è stato allestito un pronto soccorso perché l'ospedale ha subìto dei danni dopo il terremoto. Big Jim crede di poter ora portare in salvo Pauline e Junior, non sapendo che dopo il terremoto la via d'uscita del baratro non c'è più. Barbie e Julia hanno subìto un incidente d'auto a causa della strada ghiacciata. Il combustibile che dà calore ai locali della scuola dopo poco si esaurisce, così Big Jim decide di andare fuori a cercarne. Avvicinatosi al lago sente un grido di aiuto; è Lyle che è riapparso ora dopo l'ingresso attraverso la porta rossa. In mezzo a questa tragedia in corso, la cupola sembra prendersi gioco degli abitanti di Chester's Mill; compie degli strani movimenti di rotazione e persino si restringe verso l'interno.
- Guest star: Grace Victoria Cox (Melanie Cross), Max Ehrich (Hunter May), con Sherry Stringfield (Pauline Verdreaux-Rennie) e Dwight Yoakam (Lyle Chumley).
- Ascolti USA: telespettatori 6.620.000 – share (18–49 anni) 4%[23]
- Ascolti Italia: telespettatori 694.000 – share 3,55%[24]

## La svolta
- Titolo originale: Turn
- Diretto da: Peter Leto
- Scritto da: William Kendall e Daniel Truly

### Trama
La cupola ha finito di compiere i movimenti di rotazione che causavano il clima gelido, ma continua ad avanzare verso l'interno. Tutta la popolazione di Chester's Mill cerca di evitare il disastro recandosi più lontano possibile dalle pareti della cupola, che sembra chiedere con insistenza che venga riportato l'uovo. Anche Melanie, da quando manca l'uovo, sta male fino a trovarsi sul punto di morire. Barbie escogita un modo per convincere suo padre a fargli riavere l'uovo dicendogli che deve attraversare la porta rossa, ma i soldati in nero ricevono l'ordine di impedirglielo. Quando si vedono le buone intenzioni del padre di Barbie, Melanie, che ora sa di essere loro figlia e sorella, momentaneamente si riprende. Ma poi torna a stare male come prima. A un certo punto Pauline capisce che può aiutarla a riprendersi se le quattro mani di ora e le quattro del passato la toccano nel punto dove è morta 25 anni prima. Riescono nell'intento, infatti Melanie si riprende, ma dopo un po' compare un vortice che la risucchia dentro. In quel punto ora c'è un misterioso cratere. Pauline scappa sconvolta, Jim la raggiunge, i due si confessano il loro ritrovato amore ma in quel momento Lyle la pugnala a morte alle spalle. Jim lo colpisce e poi lo pugnala al petto.
- Guest star: Grace Victoria Cox (Melanie Cross), Brett Cullen (Don Barbara), Max Ehrich (Hunter May), con Sherry Stringfield (Pauline Verdreaux-Rennie) e Dwight Yoakam (Lyle Chumley).
- Ascolti USA: telespettatori 7.040.000 – share (18–49 anni) 5%[25]
- Ascolti Italia: telespettatori 727.000 – share 3,45%[26]

## Partenza
- Titolo originale: Go Now
- Diretto da: Jack Bender
- Scritto da: Caitlin Parrish e Cathryn Humphris

### Trama
A causa delle gravi ferite subite da Lyle, Pauline viene portata da Jim alla scuola per essere curata. Nel frattempo Joe, Hunter e Norrie decidono di esplorare il cratere che si è formato dopo la scomparsa di Melanie. Quando Pauline rimane sola con Rebecca, la prega di farla morire con qualche droga perché non riesce più a sopportare il dolore e crede fermamente che questo sia ciò che vuole la cupola. All'arrivo di Big Jim, quando la vede morire, capisce che è stata Rebecca a farlo, così uccide quella che è ormai per lui l'assassina di sua moglie. Crede di dover compiere la sua vendetta contro la cupola, così decide di uccidere le quattro mani e tutti i loro amici. Intanto, grazie a Joe, tutti si convincono che il cratere sia la via d'uscita e l'unica salvezza, così si organizza il trasporto di tutti verso il cratere con gli scuolabus. Arrivati in profondità, si verifica un terremoto che impedisce di andare avanti a Junior e Julia. Barbie le promette che tornerà a prenderla. Quando il gruppo arriva nel fondo, qualcuno si lascia prendere dallo sconforto perché sembra essere un vicolo cieco. A un certo punto una farfalla monarca si posa su un lato della roccia e poi vola via. Barbie posa la sua mano sullo stesso punto e subito dopo, quasi magicamente, si apre un varco. Dall'altra parte appare Melanie che dice: "Seguitemi, ora torniamo a casa".
- Guest star: Grace Victoria Cox (Melanie Cross), Aisha Hinds (Carolyn Hill), Dale Raoul (Andrea Grinnell), con Sherry Stringfield (Pauline Verdreaux-Rennie) e Max Ehrich (Hunter May).
- Ascolti USA: telespettatori 7.520.000 – share (18–49 anni) 5%[27]
- Ascolti Italia: telespettatori 1.014.000 – share 5,09%[28]